# Киносита, Дзюндзи
Дзюндзи Киносита (яп. 木下 順二 Киносита Дзюндзи, 2 августа 1914 года, Токио — 30 октября 2006 года, Токио) — японский драматург, переводчик и литературный критик. Образование получил в Токийском университете на факультете английской литературы.
Получил известность после окончания Второй мировой войны, создавая пьесы на сюжеты народных сказаний (т. н. минва-гэки). Востоковед Нина Чегодарь особенно выделяла его пьесу «Успение лягушки» («Кавадзу сётэн», 1951 год), в которой, по её словам, «уже не чувствуется прежней уверенности писателя в дальнейшем поступательном движении общественной жизни по пути демократии». Эта пьеса писалась на фоне начавшейся Корейской войны (1950—1953) и гонений на Коммунистическую партию Японии.

## Награды и премии
- Kishida Prize for Drama (1947)
- Mainichi Press Drama Award (1949)
- Sankei Award for Children’s, Books and Publications (1959)
- Mainichi Press Book Award (1959, 1965)
- Литературная премия Ёмиури (1978, 1984)
- Asahi Press Award (1986)